# Miss Brasil

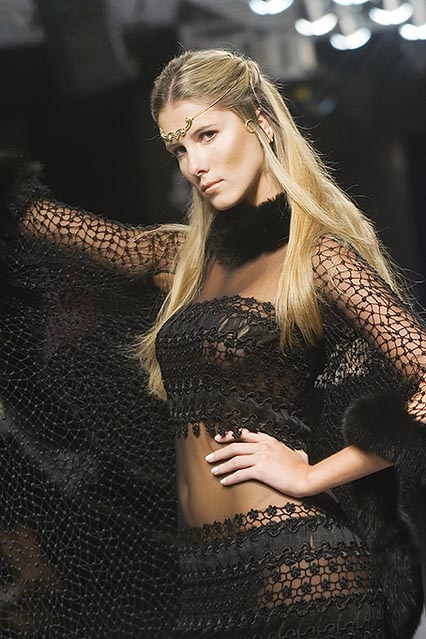
Carina Beduschi, Miss Brasil 2005, foto uit 2006.

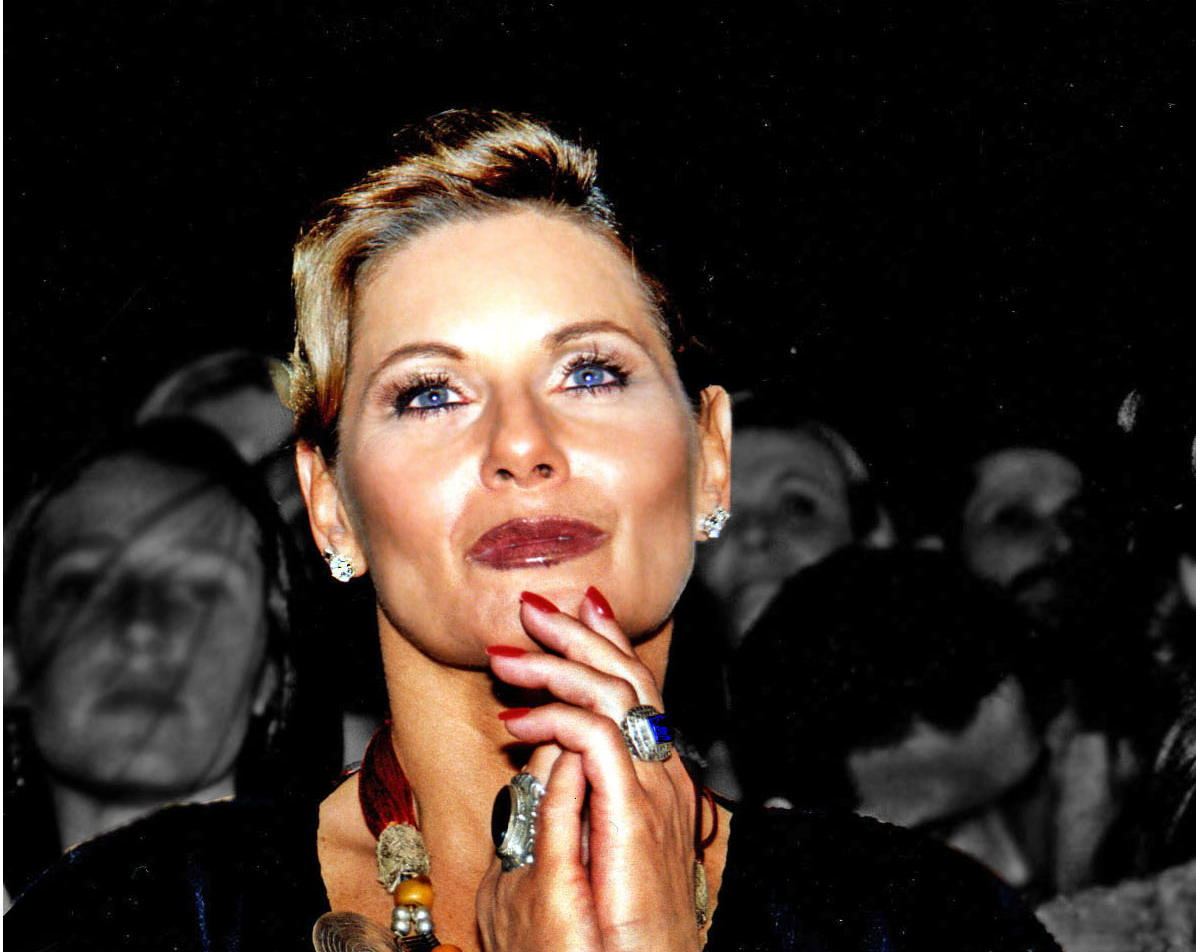
Vera Fischer, Miss Brasil 1969, foto uit 2006.

Miss Brasil is de nationale missverkiezing die sinds 1954 wordt gehouden in Brazilië. De kandidates zijn de winnaressen van de verkiezingen in de staten van Brazilië. De winnares van de verkiezing vertegenwoordigt Brazilië op de internationale Miss Universe-verkiezing. De eerste eredame vertegenwoordigt het land op de Miss International-verkiezing.

## Geschiedenis
Miss Brasil werd in 1954 in het leven geroepen. De eerste wedstrijd ging door in Petrópolis en werd gesponsord door de krant Folha de S. Paulo. In 1955 kreeg zakenman Assis Chateaubriand de rechten op de verkiezing in handen voor zijn televisiezender Rede Tupi. Het verloor die rechten in 1980 op order van toenmalig minister van communicatie Haroldo de Mattos. In 1990 vond de Miss Brasil-verkiezing niet plaats. Sinds 2000 vertegenwoordigd Miss Brasil haar land enkel op de
Miss Universe-verkiezing. Naar andere internationale verkiezingen wordt de eerste eredame afgevaardigd. Anno 2008 won Brazilië de Miss Universe-titel reeds twee maal, in 1963 en 1968.

## Winnaressen per regio/departement
| Provincie           | Aantal | Jaren                                                            |
| ------------------- | ------ | ---------------------------------------------------------------- |
| Rio Grande do Sul   | 13     | 1956 1963 1972 1986 1993 1999 2001 2004 2006 2008 2011 2012 2015 |
| Minas Gerais        | 9      | 1961 1971 1978 1983 1995 1997 2007 2010 2019                     |
| São Paulo           | 8      | 1967 1973 1974 1976 1977 1984 1991 1994                          |
| Guanabara           | 6      | 1958 1959 1960 1965 1966 1970                                    |
| Santa Catarina      | 5      | 1969 1975 1988 2002 2005                                         |
| Paraná              | 4      | 1964 1992 1996 2016                                              |
| Bahia               | 3      | 1954 1962 1968                                                   |
| Mato Grosso         | 3      | 1985 2000 2013                                                   |
| Ceará               | 3      | 1955 1989 2014                                                   |
| Rio de Janeiro      | 2      | 1980 1981                                                        |
| Rio Grande do Norte | 2      | 1979 2009                                                        |
| Amazonas            | 2      | 1957 2018                                                        |
| Federaal District   | 1      | 1987                                                             |
| Mato Grosso do Sul  | 1      | 1998                                                             |
| Pará                | 1      | 1982                                                             |
| Tocantins           | 1      | 2003                                                             |
| Piauí               | 1      | 2017                                                             |

## Winnaressen
| Jaar | Winnares                            | Staat                       | Plaats Miss Universe |
| ---- | ----------------------------------- | --------------------------- | -------------------- |
| 2019 | Júlia Horta                         | Minas Gerais                | top 20               |
| 2018 | Mayra Dias                          | Amazonas                    | top 20               |
| 2017 | Monalysa Alcântara                  | Piauí                       | top 10               |
| 2016 | Raissa Santana                      | Paraná                      | top 13               |
| 2015 | Marthina Brandt                     | Rio Grande do Sul           | top 15               |
| 2014 | Melissa Gurgel                      | Ceará                       | top 15               |
| 2013 | Jakelyne Oliveira                   | Mato Grosso                 | vijfde               |
| 2012 | Gabriela Markus                     | Rio Grande do Sul           | vijfde               |
| 2011 | Priscila Machado                    | Rio Grande do Sul           | derde                |
| 2010 | Débora Lyra                         | Rio Grande do Sul           |                      |
| 2009 | Larissa Costa                       | Rio Grande do Norte         |                      |
| 2008 | Natálya Anderle                     | Rio Grande do Sul           |                      |
| 2007 | Natália Guimarães                   | Minas Gerais                | tweede               |
| 2006 | Rafaela Zanella                     | Rio Grande do Sul           | top 20               |
| 2005 | Carina Beduschi                     | Santa Catarina              |                      |
| 2004 | Fabiane Niclotti                    | Rio Grande do Sul           |                      |
| 2003 | Gislaine Rodrigues Ferreira         | Tocantins                   | top 10               |
| 2002 | Taiza Thomsen                       | Santa Catarina              |                      |
| 2001 | Juliana Borges                      | Rio Grande do Sul           |                      |
| 2000 | Josiane Kruliskoski                 | Mato Grosso                 |                      |
| 1999 | Renata Fan                          | Rio Grande do Sul           | top 20               |
| 1998 | Michela Dauzacker Marchi            | Mato Grosso do Sul          | top 15               |
| 1997 | Nayla Fernanda Affonso Micherif     | Minas Gerais                |                      |
| 1996 | Maria Joana Parizotto               | Paraná                      |                      |
| 1995 | Renata Bessa Soares                 | Minas Gerais                |                      |
| 1994 | Valéria Melo Peris                  | São Paulo                   | achttiende           |
| 1993 | Leila Cristine Schuster             | Rio Grande do Sul           | top 15               |
| 1992 | Maria Carolina Portella Otto        | Paraná                      |                      |
| 1991 | Patrícia Maria Franco de Godói      | São Paulo                   |                      |
| 1990 | -                                   | -                           | -                    |
| 1989 | Flávia Cavalcanti Rebelo            | Ceará                       |                      |
| 1988 | Isabel Cristina Beduschi            | Santa Catarina              |                      |
| 1987 | Jacqueline Ribeiro Meirelles        | Federaal District           |                      |
| 1986 | Deise Nunes de Souza                | Rio Grande do Sul           | top 15               |
| 1985 | Márcia Giagio Canavezes de Oliveira | Mato Grosso                 | top 15               |
| 1984 | Ana Elisa Flores da Cruz            | São Paulo                   |                      |
| 1983 | Marisa Fully Coelho                 | Minas Gerais                |                      |
| 1982 | Celice Pinto Marques da Silva       | Pará                        | top 15               |
| 1981 | Adriana Alves de Oliveira           | Rio de Janeiro              | vierde               |
| 1980 | Eveline Schroeter                   | Rio de Janeiro              |                      |
| 1979 | Marta Jussara da Costa              | Rio Grande do Norte         | vierde               |
| 1978 | Suzana Araújo dos Santos            | Minas Gerais                |                      |
| 1977 | Cássia Janys Moraes Silveira        | São Paulo                   |                      |
| 1976 | Kátia Celestino Moretto             | São Paulo                   |                      |
| 1975 | Ingrid Budag                        | Santa Catarina              | top 12               |
| 1974 | Sandra Guimarães de Oliveira        | São Paulo                   |                      |
| 1973 | Sandra Mara Ferreira                | São Paulo                   | top 12               |
| 1972 | Rejane Vieira Costa                 | Rio Grande do Sul           | tweede               |
| 1971 | Eliane Parreira Guimarães           | Minas Gerais                | vijfde               |
| 1970 | Eliane Fialho Thompson              | Guanabara                   | top 15               |
| 1969 | Vera Fischer                        | Santa Catarina              | top 15               |
| 1968 | Martha Maria Cordeiro Vasconcello   | Bahia                       | winnares             |
| 1967 | Carmen Sílvia de Barros Ramasco     | São Paulo                   | top 15               |
| 1966 | Ana Cristina Ridzi                  | Guanabara                   |                      |
| 1965 | Maria Raquel Helena de Andrade      | Guanabara                   | top 15               |
| 1964 | Ângela Teresa Reis Vasconcelos      | Paraná                      | top 15               |
| 1963 | Iêda Maria Brutto Vargas            | Rio Grande do Sul           | winnares             |
| 1962 | Maria Olívia Rebouças Cavalcanti    | Bahia                       | vijfde               |
| 1961 | Staël Maria da Rocha Abelha         | Minas Gerais                |                      |
| 1960 | Gina MacPherson                     | Guanabara Federaal District | top 15               |
| 1959 | Vera Regina Ribeiro                 | Guanabara Federaal District | vijfde               |
| 1958 | Adalgisa Colombo                    | Guanabara Federaal District | tweede               |
| 1957 | Teresinha Gonçalves Morango         | Amazonas                    | tweede               |
| 1956 | Maria José Cardoso                  | Rio Grande do Sul           | top 15               |
| 1955 | Emília Barreto Correia Lima         | Ceará                       | top 15               |
| 1954 | Martha Rocha                        | Bahia                       | tweede               |